# Großer Staufenberg (Harz)
Der Große Staufenberg ist ein 554 m ü. NHN hoher Berg im Harz. Er liegt bei Zorge im niedersächsischen Landkreis Göttingen, dicht an der Grenze zu Thüringen.

## Geographie

### Lage
Der Große Staufenberg erhebt sich im Unterharz und im Naturpark Harz. Sein Gipfel liegt 1,1 km südlich der Dorfkirche von Zorge, einem Ortsteil der Gemeinde Walkenried, und 1,4 km nordnordöstlich der Zorger Ortslage Unterzorge. Nordöstlich vorbei fließt der Elsbach, der nördlich des Berges in den westlich von ihm verlaufenden Helme-Zufluss Torge mündet. Südwestliche Nebenkuppe ist der Kleine Staufenberg (420 m).

### Naturräumliche Zuordnung
Der Große Staufenberg gehört in der naturräumlichen Haupteinheitengruppe Harz (Nr. 38), in der Haupteinheit Oberharz (380) und in der Untereinheit Südlicher Oberharz (380.8) zum Naturraum Wiedabergland (380.80). Die Landschaft leitet nach Südosten in den Naturraum Ilfelder Bergland (382.71) über, der in der Haupteinheit Unterharz (382) zur Untereinheit Unterharz-Südrand (382.7) zählt.

## Schutzgebiete
Auf dem Großen Staufenberg liegen Teile des Naturschutzgebiets Staufenberg (CDDA-Nr. 165650; 2008 ausgewiesen; 1,6 km² groß) und des Fauna-Flora-Habitat-Gebiets Staufenberg (FFH-Nr. 4329-302; 1,44 km²).